# Ivica Križ (teolog)
Dr. Ivica Križ se je rodil v Postojni, dne 29.10.1974.
Po dobrih 25 letih slovenske državnosti in samostojnosti, je Republika Slovenija leta 2016 ponovno vzpostavila Staro-Katoliško Cerkev. Priprave za ponovno oživitev Cerkve pa so potekale že prej, z dekretom nadškofa Msgr. Dr. Leonarda Bega, o vzpostavitvi Slovenske Staro-Katoliške Cerkve. Že v naslednjem letu 2017, si  je   Dr. Ivica Križ  zadal nalogo, da se izvedejo vsi potrebni pravni in administrativni koraki za ponovno registracijo Staro-Katoliške Cerkve v Republiki Sloveniji in da se SSKC ponovno vpiše v Register Cerkva in verskih skupnosti, kar se je v septembru 2017 tudi uradno zgodilo. 
Slovenska Staro-Katoliška Cerkev je bila uradno priznana Cerkev že v Kraljevini Jugoslaviji, kasneje v Jugoslaviji, vse do njenega izbrisa v devetdesetih letih dvajsetega stoletja. Starokatoliški verniki so se v tem dolgem razdobju brez pastirjev popolnoma porazgubili ali pa se priključili RKC, zaradi podobnosti obeh Cerkva. Staro-Katoliška Cerkev rimskemu papežu sicer priznava samo častni primat, ne pa dejaskega nad vesoljno Cerkvijo. Nauk Staro-Katoliške Cerkve je v tem teološkem nauku enako vzhodnim, pravoslavnim in orientalskim Cerkvam: Rimski škof/papež nima vrhovne in vesoljne oblasti nad Cerkvijo, pač pa je enakovreden patriarh ostalim 4 starodavnim patriarhom: Jeruzalem, Antiohija, Aleksandrija, Rim, Konstantinopel/Carigrad. Sicer pa Staro-Katoliška Cerkev skrbno preverja in vodi evidence o apostolskem nasledstvu, saj je primarnega in bistvenega teološkega in ekleziološkega pomena, da vsak novoposvečeni škof nosi listino o svojem apostolskem nasledstvu, ker se nove in veljavno posvečene škofe potrjuje samo preko veljavnega apostolskega nasledstva, kar pomeni, da mora vsak veljavno posvečeni škof budno spremljati in preverjati veljavnost vseh nadaljnjih posvečenj bodočih diakonov in duhovnikov. Za veljavna/validas posvečenja so tako za SSKC samo posvečenja, ki so opravljena v Rimski Cerkvi, Staro-Katoliški Cerkvi (samo v tistih starokatoliških Cerkvah, ki niso članice Utrechtske unije, saj so njena posvečenja po letu 2017 dvomljiva in vprašljiva, saj so za nadškofa posvetili žensko, kar pa je nedopustno, neveljavno in nično).Starokatoliška cerkev  ter veljavnost posvečenj svetih redov v Pravoslavni Cerkvi, ter uniatskih Cerkvah. 
Dr. Ivica Križ je rojen v Postojni in je tako državljan Republike Slovenije in Republike Hrvaške. Njegova študijska pot se je po srednji šoli nadaljevala na Univerzi v Zagrebu, Teološki fakulteti v Zagrebu, kjer je 23.10.2008 pridobil akademski naziv magister teologije. Leta 2012 je na sarajevski Univerzi, Fakulteti za islamske vede v Sarajevu prejel akademski naziv magister znanosti s področja komparativnih religij. Prav tako je bil 28.10.2012 posvečen v duhovnika. 17.12.2014 je Dr. Ivica Križ na Filozofski fakulteti Družbe Jezusove v Zagrebu, v sklopu Hrvaških študijev, zagovarjal doktorsko disertacijo z naslovom: “Teološki in sociološki aspekti medreligijskega dialoga med kristjani in muslimani v Bosni in Hercegovini”. Dr. Ivica Križ je tako pridobil akademski naziv doktor religijskih ved s področja humanističnih znanostii. 
Znanstveni in publicistični opus Dr. Križa je naslednji:
Knjiga: Salezijanska družba don Ivana Bosca i salezijanci u Hrvatskoj, Matica hrvaška, Čabar, 2009; 
Knjiga: Islam u svjetlu biskupa dr.T.Jablanovića, Matica hrvatska, Čabar, 2012; 
Knjiga: “Dijalog ili...”, UMKI, Rijeka, 2015; 
Članek: Islam u svjetlu međureligijskog dijaloga kod biskupa mons. dr. Tomislava Jablanovića, Logos, Tuzla, 2012; 
Članek: Mogućnosti dijaloga u Bosni i Hercegovini, Logos, Tuzla, 2015; 
Recenzija knjige: “Bogumili su vječni”, avtorja mag. Vinka Micetića, Rijeka, 2014.